# Happy Street (chanson de Stevie Wonder)
Pour les articles homonymes, voir Happy Street.
Singles de Stevie Wonder
Hey Harmonica Man
(1964) Kiss Me Baby
(1965)
Happy Street est une chanson de Stevie Wonder sortie en septembre 1964 chez Tamla Records. Diffusée sur l'album Stevie at the Beach, elle sort en single en septembre 1964, accompagnée du titre Sad Boy.

## Contexte
En mars 1964, Stevie Wonder participe au film Muscle Beach Party dans lequel il tient son propre rôle. En juin sort un album intitulé Stevie at the Beach, surfant sur la vague des "films de plage" (beach party film (en)) de l'époque. La chanson Happy Street est interprétée dans le film et est présente sur l'album.
Écrite par Guy Hemric et Jerry Styner (en), elle sort chez Tamla Records le 14 septembre 1964 sous la référence T-54103, produit par Harold Edward "Hal" Davis (en) et Marc Gordon (en).
L'autre face contient une reprise de Sad Boy de Dorsey Burnette et Gerald Nelson, également présente sur le même album.
Happy Street / Sad Boy est le premier single de Wonder à ne pas sortir au Royaume-Uni et son premier single à ne pas entrer dans les charts américains.

### Interprétation dansMuscle Beach Party
Pour Daniel Bernardi (en) dans son ouvrage The Persistence of Whiteness: Race and Contemporary Hollywood Cinema, la position de Wonder dans le film et cette chanson en particulier traduisent le sentiment de non appartenance de l'artiste noir à l'ambiance ludique des autres interprétations du film par des artistes blancs (Dick Dale, Frankie Avalon ou encore Annette Funicello). Wonder n'est pas inclus dans le même espace social, sexuel ni même spatial que les autres artistes, étant cloisonné à la scène d'un club, chantant pour une population exclusivement blanche. Happy Street y est la seule référence à l'espace urbain, ce qui renforce encore cette séparation.

### Crédits
- Stevie Wonder : chant
- The Funk Brothers : instrumentation[8]

## Format
| Happy Street - 45 tours - Tamla Records - réf. T 54103 | Happy Street - 45 tours - Tamla Records - réf. T 54103 | Happy Street - 45 tours - Tamla Records - réf. T 54103 | Happy Street - 45 tours - Tamla Records - réf. T 54103 | Happy Street - 45 tours - Tamla Records - réf. T 54103 | Happy Street - 45 tours - Tamla Records - réf. T 54103 | Happy Street - 45 tours - Tamla Records - réf. T 54103 | Happy Street - 45 tours - Tamla Records - réf. T 54103 | Happy Street - 45 tours - Tamla Records - réf. T 54103 | Happy Street - 45 tours - Tamla Records - réf. T 54103 |
| No                                                     | Titre                                                  | Auteur                                                 | Durée                                                  |                                                        |                                                        |                                                        |                                                        |                                                        |                                                        |
| ------------------------------------------------------ | ------------------------------------------------------ | ------------------------------------------------------ | ------------------------------------------------------ | ------------------------------------------------------ | ------------------------------------------------------ | ------------------------------------------------------ | ------------------------------------------------------ | ------------------------------------------------------ | ------------------------------------------------------ |
| 1.                                                     | Happy Street                                           | Guy Hemric, Jerry Styner (en)                          | 2:24                                                   |                                                        |                                                        |                                                        |                                                        |                                                        |                                                        |
| 2.                                                     | Sad Boy                                                | Dorsey Burnette, Gerald Nelson                         | 2:29                                                   |                                                        |                                                        |                                                        |                                                        |                                                        |                                                        |
| 4:53                                                   |                                                        |                                                        |                                                        |                                                        |                                                        |                                                        |                                                        |                                                        |                                                        |

### Face A - Face B
Les numéros des matrices, imprimés sur les étiquettes des singles semblent indiquer qu'initialement, Sad Boy ait joué le rôle de la face A, ayant même bénéficié d'un single promotionnel. De plus, les magazines Music Business et Cashbox citent explicitement Happy Street en tant que 'flip'. L'alternance du single est postérieure : Constanze Elsner le présente déjà comme Happy Street/Sad Boy en 1977, puis plus récemment les compilations At the Close of a Century (1999) et The Complete Motown Singles (2005).